# CC-323

## Características
Esta carretera comunica Casar de Cáceres con la carretera EX-390, con 8,86 km de distancia. Es una carretera de un carril por sentido.

## Recorrido
La carretera empieza en Casar de Cáceres, y cruzando la autovía  A-66 , llega a la carretera  EX-390 , la cual comunica con los municipios de Santiago del Campo, Monroy, Cáceres y Torrejón el Rubio.